# Alysa Liu
Alysa Liu, född 8 augusti 2005 i Clovis, Kalifornien, är en amerikansk konståkare.
2019 blev hon vid 13 års ålder den yngsta vinnaren av amerikanska mästerskapen i konståkning någonsin. Vid VM 2022 tog hon brons och vid VM 2025 tog hon guld.